# Bokor (Rangsang Barat)
Bokor is een bestuurslaag in het regentschap Kepulauan Meranti van de provincie Riau, Indonesië. Bokor telt 2839 inwoners (volkstelling 2010).